# Trofeo Laigueglia 1967
Il Trofeo Laigueglia 1967, quarta edizione della corsa, si svolse il 19 febbraio 1967, su un percorso di 159 km. La vittoria fu appannaggio dell'italiano Franco Bitossi, che completò il percorso in 4h21'55", precedendo il connazionale Luciano Armani e l'olandese Jan Janssen. 
I corridori che portarono a termine il percorso sul traguardo di Laigueglia furono 72.

## Ordine d'arrivo (Top 10)
| Pos. | Corridore        | Squadra                  | Tempo    |
| ---- | ---------------- | ------------------------ | -------- |
| 1    | Franco Bitossi   | Filotex                  | 4h21'55" |
| 2    | Luciano Armani   | Salamini-Luxor TV        | a 3"     |
| 3    | Jan Janssen      | Pelforth-Sauvage-Lejeune | s.t.     |
| 4    | Carmine Preziosi | Molteni                  | s.t.     |
| 5    | Italo Zilioli    | Salvarani                | s.t.     |
| 6    | Franco Bodrero   | Molteni                  | s.t.     |
| 7    | Michele Dancelli | Vittadello               | s.t.     |
| 8    | Battista Monti   | Germanvox-Wega           | s.t.     |
| 9    | Roberto Ballini  | Filotex                  | s.t.     |
| 10   | Felice Gimondi   | Salvarani                | s.t.     |